# كوامي راؤول
كوامي راؤول (بالإنجليزية: Kwame Raoul) (و. 1964 – م) هو سياسي أمريكي ولد في شيكاغو.
تولى منصب سيناتور ولاية إلينوي .

## التعليم
تعلم في جامعة دي بول.